# Rhamphidarpoides lobiferus
Rhamphidarpoides lobiferus är en mångfotingart som först beskrevs av Carl Graf Attems 1938.  Rhamphidarpoides lobiferus ingår i släktet Rhamphidarpoides och familjen Odontopygidae. Inga underarter finns listade i Catalogue of Life.